# ساده‌لوح (فیلم ۱۹۵۹)
ساده‌لوح (به هندی: Anari) فیلمی محصول سال ۱۹۵۹ و به کارگردانی هریشیکش موکرجی است. در این فیلم بازیگرانی همچون راج کاپور، نوتان، موتیلال راجوانش، لالیتا پاوار، نانا پالشیکار ایفای نقش کرده‌اند.